# Trebević
Il monte Trebević (in cirillico Требевић) è una montagna della Bosnia ed Erzegovina appartenente alla catena delle alpi Dinariche; alto 1 627 m s.l.m. è la più bassa tra le montagne che circondano Sarajevo. Si trova nel comune di Sarajevo Est, nella regione della Sarajevo-Romanija.

## Geografia

Il Trebević appartiene al gruppo del massiccio del Jahorina (C6).

Il monte Trebević appartiene gruppo montuoso delle alpi Dinariche che circonda Sarajevo, ed è situato nei pressi del monte Jahorina. Attualmente è il principale sito escursionistico attorno a Sarajevo per via della posizione favorevole e per la biodiversità del suo ecosistema. Il 9 aprile 2014 l'assemblea cantonale di Sarajevo deliberò la creazione di un'area protetta nel territorio del Trebević esteso su una superficie di oltre 400 ettari.
La montagna tuttavia non è un'importante destinazione turistica come i monti Igman o Bjelašnica principalmente a causa dei pesanti combattimenti durante le operazioni belliche che interessarono l'area nel corso della guerra in Bosnia ed Erzegovina.
L'area del Trebević è nota per i depositi di vari minerali quali quarzo, siderite e calcite. Molti di questi sono esposti al museo nazionale della Bosnia ed Erzegovina, a Sarajevo.

## Storia
Durante il medioevo, il monte Trebević era conosciuto come Zlatni Do e fin dai tempi dell'impero austro-ungarico, per via della favorevole posizione geografica, il clima mite e la bellezza della natura, era considerata la principale destinazione per gli amanti della natura attorno a Sarajevo. Nel 1954 la zona del monte Trebević ricevette un primo riconoscimento legale di tutela ambientale.
Nel 1948 alla base della montagna fu inaugurato un giardino botanico, denominato "Alpinetum", dipendente dalla facoltà di agricoltura e scienze forestali dell'università di Sarajevo. La struttura che occupava un'area di 14 ettari ospitava specie endemiche e alloctone.
Nel 1955 fu costruita una torre per telecomunicazioni alta 60 m. La struttura, situata a 1566 m di quota, fu l'unica infrastruttura per le telecomunicazioni che sopravvisse alla guerra in Bosnia del 1992-1995 e rappresenta un importante centro di telecomunicazioni per Sarajevo e il trasmettitore per diverse emittenti.
Durante la guerra del 1992-1995 la montagna ebbe un ruolo principale nell'assedio di Sarajevo, in quanto forniva agli assedianti postazioni molto favorevoli per il posizionamento dell'artiglieria che bombardava la città.

## Olimpiadi invernali del 1984

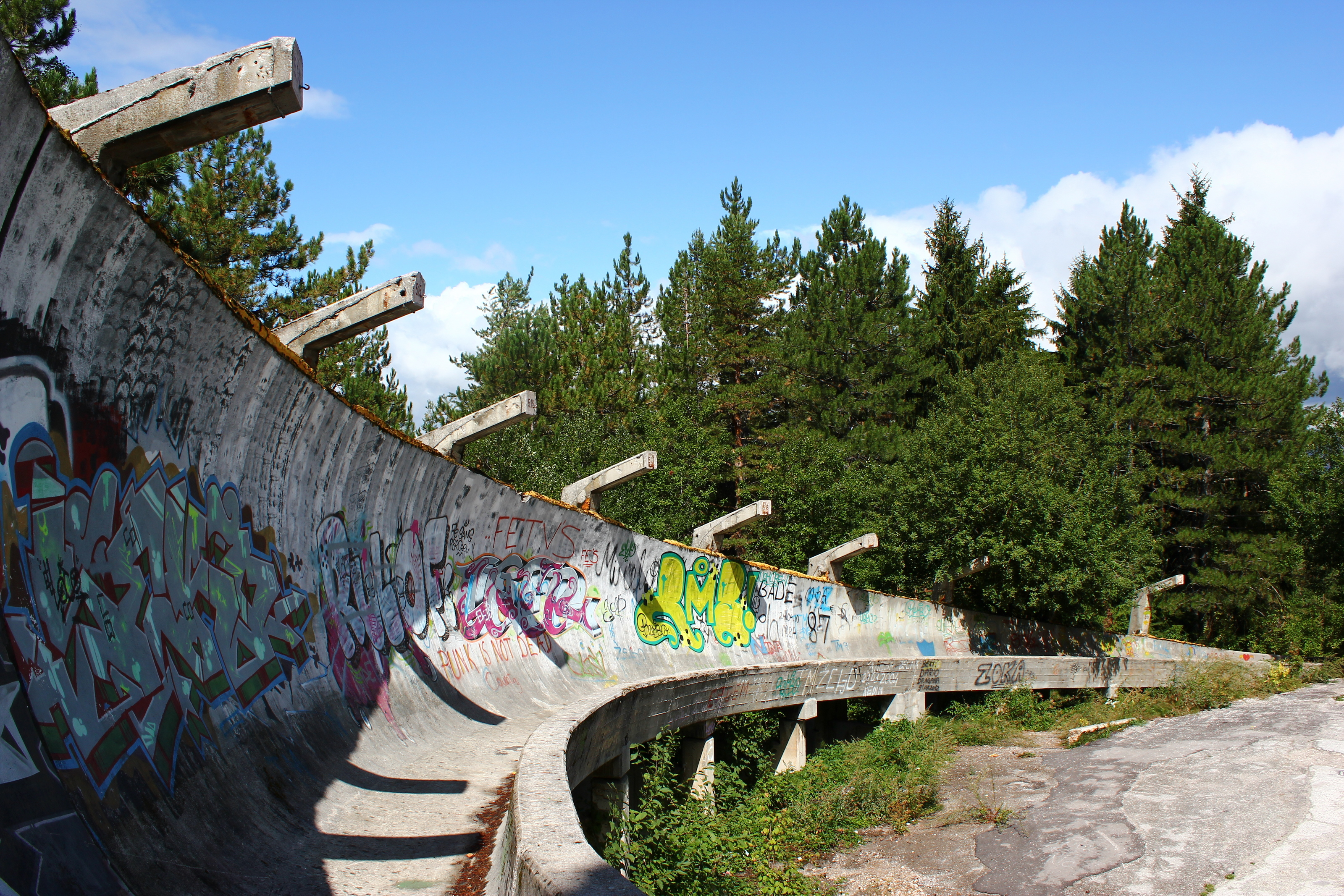
La pista da bob utilizzata per le olimpiadi, ormai in disuso.

Nel corso delle olimpiadi invernali del 1984, le gare di slittino, bob a due e bob a quattro furono tenute presso gli impianti situati sul monte Trebević.
L'organizzazione dei giochi olimpici fu assegnata alla capitale bosniaca nel 1977. Il monte Trebević fu designato come località per ospitare le gare di bob e slittino ed i lavori per la costruzione delle infrastrutture cominciarono il 1º giugno dello stesso anno. Il 30 settembre 1982 i lavori furono completati con una spesa complessiva di 563 209 000 di dinari. Nel corso dei giochi le gare di slittino furono seguite da 20 000 spettatori e quelle di bob da 30 000 circa.
Gli impianti olimpici subirono pesanti danni nel corso della guerra del 1992-95, durante la quale il circuito venne utilizzato come postazione dell'esercito serbo-bosniaco per il lancio di colpi di mortaio verso la capitale bosniaca. I danni provocati dal conflitto non sono stati ancora riparati e le strutture giacciono in disuso. È in programma una riqualificazione delle strutture al fine di ospitare il Festival olimpico invernale della gioventù europea del 2017.

## Controversia della croce ortodossa
Nel marzo del 2008 l'organizzazione serbo-bosniaca Savez logoraša Republike Srpske ("Associazione dei prigionieri di guerra serbo-bosniaci") guidati da Branislav Dukić, dichiarò l'intenzione di erigere una croce ortodossa di 26 metri in cima alla montagna per commemorare le vittime serbe di Sarajevo durante la guerra in Bosnia. Il progetto emulava la costruzione di una croce cattolica da parte dei croato-bosniaci sul monte Hum, a Mostar, a memoria dei Croati uccisi durante la guerra.
L'alto rappresentante per la Bosnia ed Erzegovina Miroslav Lajčák chiese alle autorità della Repubblica Serba di Bosnia ed Erzegovina di impedire la costruzione della croce.
L'associazione delle vittime di guerra di Sarajevo criticò apertamente il progetto, definendo vergognosa l'intenzione di costruire il memoriale nello stesso posto da cui l'artiglieria serba aveva bersagliato la città, uccidendo migliaia di persone, e definendo il monumento una "provocazione per i cittadini di Sarajevo".
Il tribunale penale internazionale per l'ex-Jugoslavia confermò che durante la guerra il monte Trebević fu la base di lancio di parecchi colpi di mortaio diretti verso la capitale bosniaca da marte delle milizie serbo-bosniache. Due generali serbi furono condannati dal tribunale per il bombardamento verso obiettivi civili, cecchinaggio e terrore indiscriminato nel corso dei 44 mesi di assedio. Il secondo massacro di Markale, che provocò 68 vittime il 28 agosto 1995, fu causato da un colpo di mortaio lanciato proprio da una postazione dell'esercito Serbo-Bosniaco sul monte Trebević.
La croce fu infine eretta il 21 settembre 2014, tra le proteste delle comunità bosgnacche e croate. Diversi tentativi di distruggere la croce furono messi in atto già 24 ore dopo la costruzione.

## Galleria d'immagini

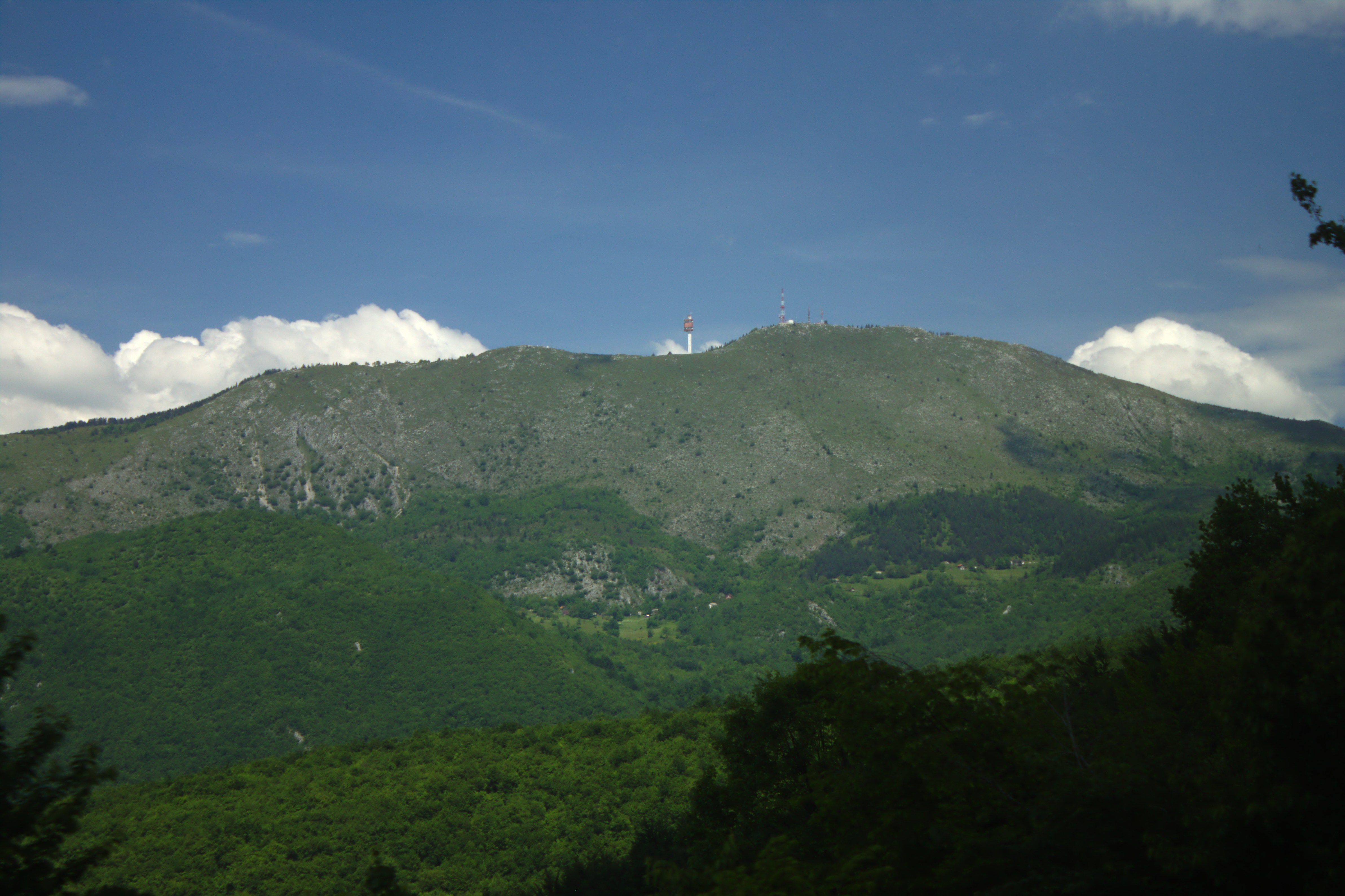
Vista da est.
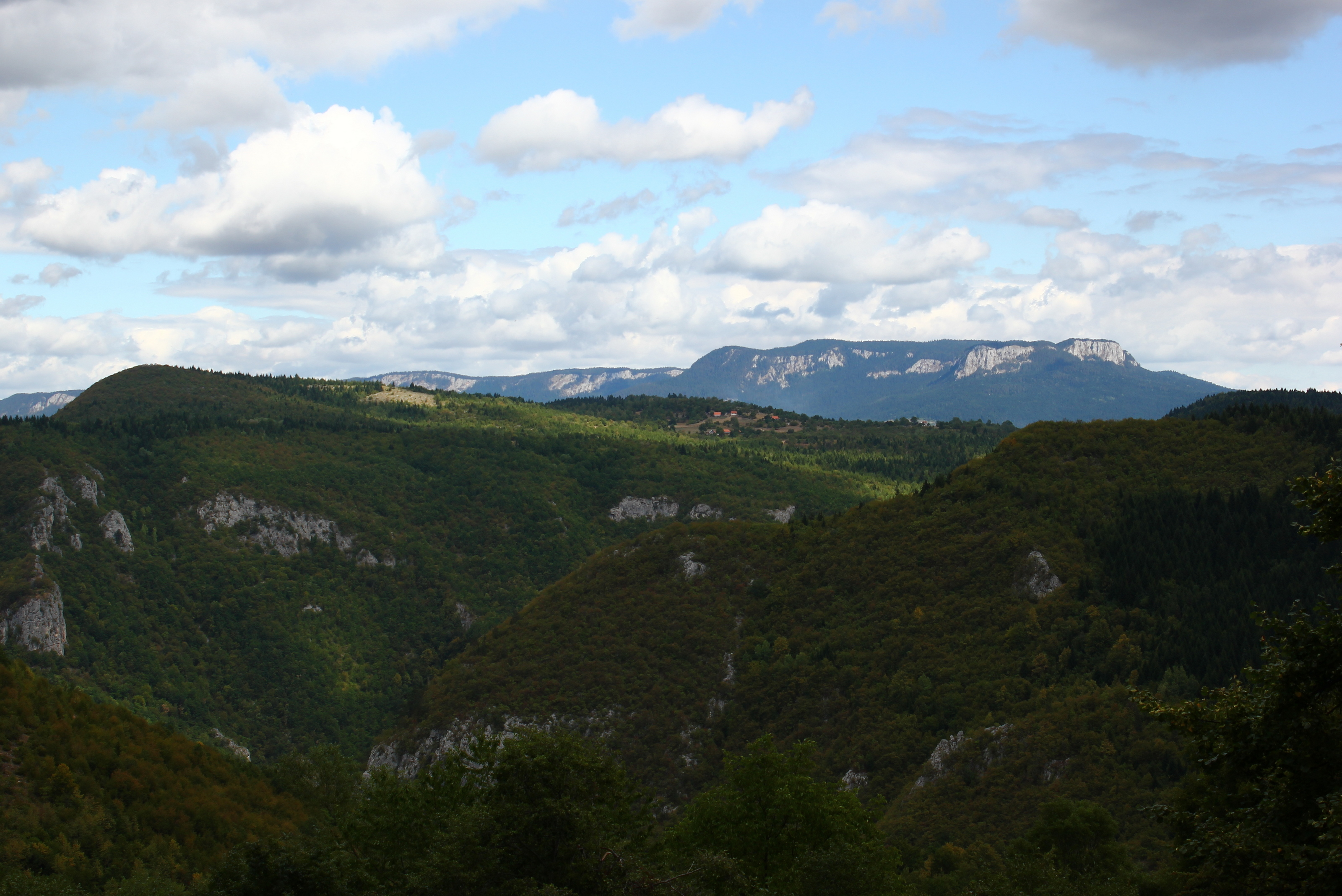
Le montagne della Romanija, a est di Sarajevo, viste dalla cima del Trebević.
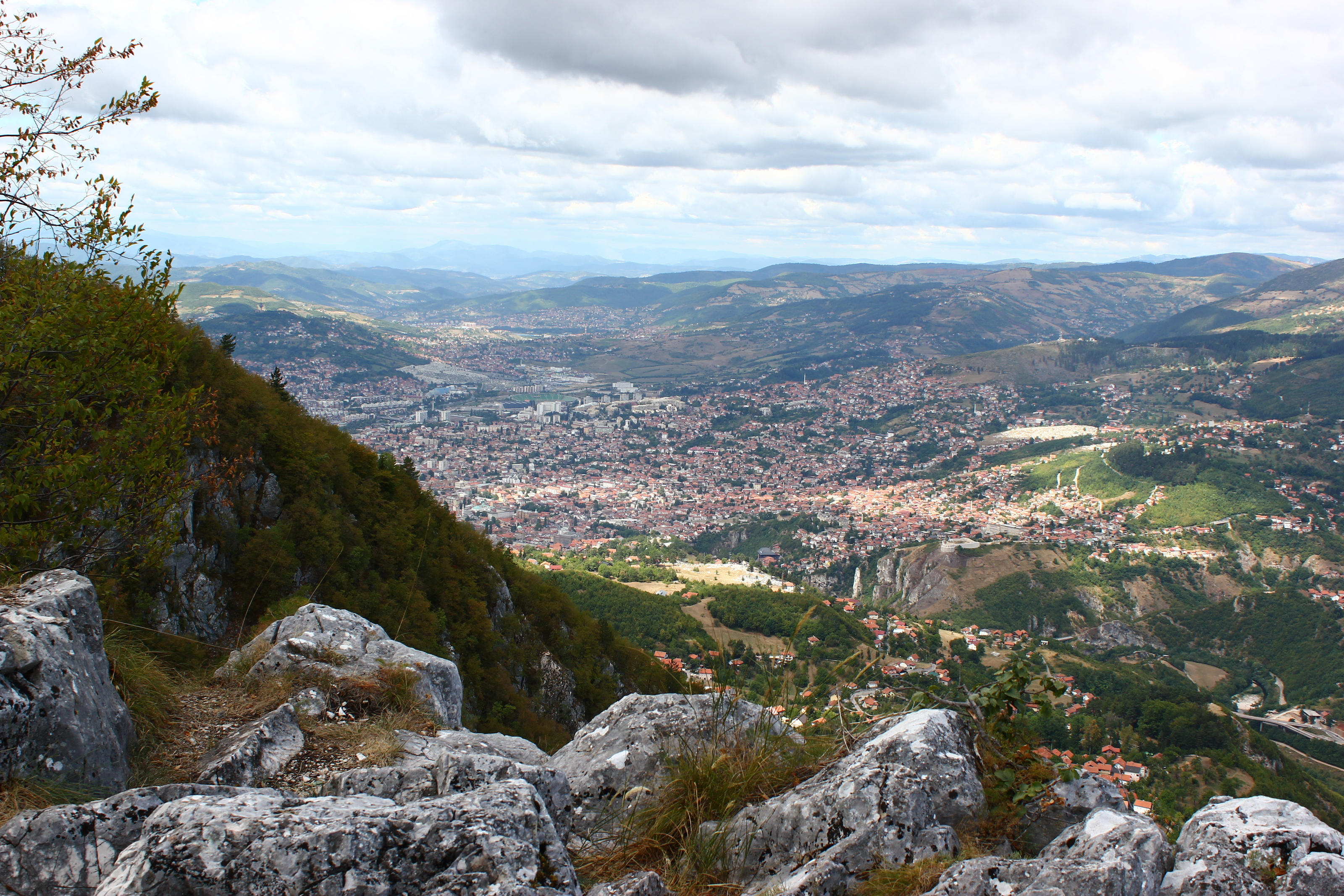
Sarajevo vista da una postazione serbo-bosniaca risalente alla guerra.